# Trettioåriga Kriget
Trettioåriga Kriget est un groupe de rock progressif suédois, originaire de Saltsjöbaden, Stockholm. Il se sépare en 1981 et se reforme et sort un nouvel album en 2004. 

## Biographie
Le groupe est formé par les membres Stefan Fredin et Olle Thörnvall, pendant leurs années lycée. Selon Fredin, pendant un cours d'histoire, Fredin dira à Pocke Öhrström, autre membre du groupe, « après un cours d'histoire sur la Guerre de Trente Ans, il faudra créer un groupe appelé pareil. Ca sonne très puissant et suédois. » Le groupe se forme d'abord comme un sextuor, avec Dag Lundquist, Johan Gullberg (qui réalisera les couvertures du groupe), et Dag « Krok » Kronlund. Gullberg, Öhrström, et Gullberg quittent le groupe en 1971. Le chanteur Robert Zima les rejoint peu de temps après, suivi par le guitariste Christer Åkerberg en 1972. Un an plus tard, ils signent avec le label CBS Records et enregistrent leur premier album, Trettioåriga Kriget (1974), puis Krigssång (1975). En 1977, le multi-instrumentiste et l'ancien camarade de classe de Fredin et Thörnvall, Mats Lindberg, se joignent au groupe et enregistrent Hej på er (1978), et Mot Alla Odds (1979).
Après le départ de Zima en 1979, le groupe raccourcit temporairement son nom en Kriget, et sort l'album Kriget (1981). Peu après, le groupe se sépare, les membres décidant de se consacrer à leurs carrières en solo. Le groupe se réunit ensuite à deux occasions dans les années 1990 ; une fois en 1992 pour célébrer la réédition de Krigssång et sans Lindberg, et en 1996 pour deux concerts au Mosebacke Etablissement à Stockholm, avec Lindberg mais sans Zima. Puis le groupe se réunit officiellement en 2003 avec le retour de Lindberg et Zima, publiant Elden av år (2004), puis I början och slutet (2007), Efter efter (2011), et Seaside Air (2016).

## Membres

### Membres actuels
- Stefan Fredin - basse, guitare rythmique, chant
- Dag Lundquist - batterie, violon, percussions, chant
- Christer Åkerberg - guitare électrique, guitare acoustique
- Olle Thörnvall - paroles, harmonica, guitare (débuts)
- Robert Zima - chant, guitare
- Mats Lindberg - claviers, saxophone

### Anciens membres
- Dag Kronlund - piano, flûte
- Pocke Öhrström - guitare, chant
- Johan Gullberg - batterie, graphisme des pochettes
- Hasse Persson - ingénieur du son

## Discographie

### Albums studio
- 1974 : Trettioariga Kriget
- 1976 : Krigssang
- 1978 : Hej Pa Er !
- 1979 : Mott Alla Odds
- 1980 : Tonkraft 1975-76 (album live)
- 1981 : Kriget
- 1992 : War Memories
- 1996 : Om Kriget Kommer
- 2004 : Elden Av År
- 2004 : Glorious War - Recordings From 1970-1971 (compilation)
- 2007 : I början och slutet
- 2011 : Efter efter
- 2016 : Seaside air

### EP
- 1978 : Rockgift
- 1981 : Nya Moderna Tider

### Participations
- 1980 : Sveriges Storsta Singel'
- 1981 : Schlager Summercassette
- 1982 : Sveriges Storsta Singel 2
- 2005 : Progday support CD